# Oberea nigrolineata
Oberea nigrolineata är en skalbaggsart som först beskrevs av Aurivillius 1916.  Oberea nigrolineata ingår i släktet Oberea och familjen långhorningar. Inga underarter finns listade i Catalogue of Life.